# Roy Raymond
Roy Raymond (15. dubna 1947 – 26. srpna 1993) byl americký podnikatel, zakladatel luxusní značky spodního prádla pro ženy Victoria's Secret.
Raymondovi připadalo trapné nakupovat spodní prádlo pro svou ženu v obchodě s oblečením, tak přišel na myšlenku založit luxusní obchod se spodním prádlem. V bance si půjčil 40 000 dolarů a dalších 40 000 od příbuzných. První rok mu obchod vynesl 500 000 dolarů a tak otevřel další 3 pobočky. Po pěti letech provozu prodal společnost s šesti pobočkami Lesliemu Wexnerovi za 1 milion dolarů. Ve filmu The Social Network (2010) je tento prodej zmíněn v rozhovoru mezi Markem Zuckerbergem a Seanem Parkerem, avšak je mylně uvedena hodnota této transakce a to 4 miliony dolarů, což však byla ve skutečnosti "pouze" výše obratu Victoria's Secret v roce 1982. Následně se Roy Raymond pustil do nového podnikání a to s potřebami pro děti, což ovšem po 2 letech zkrachovalo. Jeho rodina přišla o domov a majetek, když nemohl splácet své dluhy, což vyústilo v rozvod v roce 1993.
Krátce poté, dne 26. srpna 1993, ve svých 46 letech, spáchal sebevraždu skokem z Golden Gate Bridge. Ve filmu The Social Network zazní zavádějící informace, že Roy Raymond neunesl skutečnost, když Victoria's Secret po pěti letech od prodeje měla roční obrat 500 milionů dolarů. Skutečný důvod sebevraždy není znám, ale nejpravděpodobněji se tak stalo kvůli depresím a vyústění jeho životní situace.